# Rzęśl
Rzęśl (Callitriche L.) – rodzaj roślin należących do rodziny babkowatych (w dawniejszych systemach zwykle zaliczany do drobnej rodziny rzęślowatych Callitrichaceae). Należy do niego ok. 60–75 gatunków występujących niemal na całej Ziemi, głównie na obszarach o klimacie umiarkowanym. W Europie rośnie 11 gatunków, z czego 6 w Polsce: rzęśl długoszyjkowa (C. cophocarpa), hakowata (C. hamulata), jesienna (C. hermaphroditica, syn. C. autumnalis), wielkoowockowa (C. stagnalis), wiosenna (C. palustris, syn. C. verna) i płaskoowockowa (C. platycarpa), a być może także C. brutia.
Są to rośliny wodne, rosnące w wodach stojących lub wolnopłynących. Po wyschnięciu zbiorników zwykle rosną nadal w mule dennym. Szczególną cechą roślin z tego rodzaju jest zdolność do zapylenia zarówno przez wiatr (anemogamia), jak i przez wodę (hydrogamia). Niektóre gatunki bywają uprawiane w akwariach (np. rzęśl wielkoowockowa). Rośliny te bywają też wykorzystywane do oceny zanieczyszczenia środowiska ze względu na wrażliwość i specyficzne reagowanie na niektóre z zanieczyszczeń.

## Morfologia i biologia

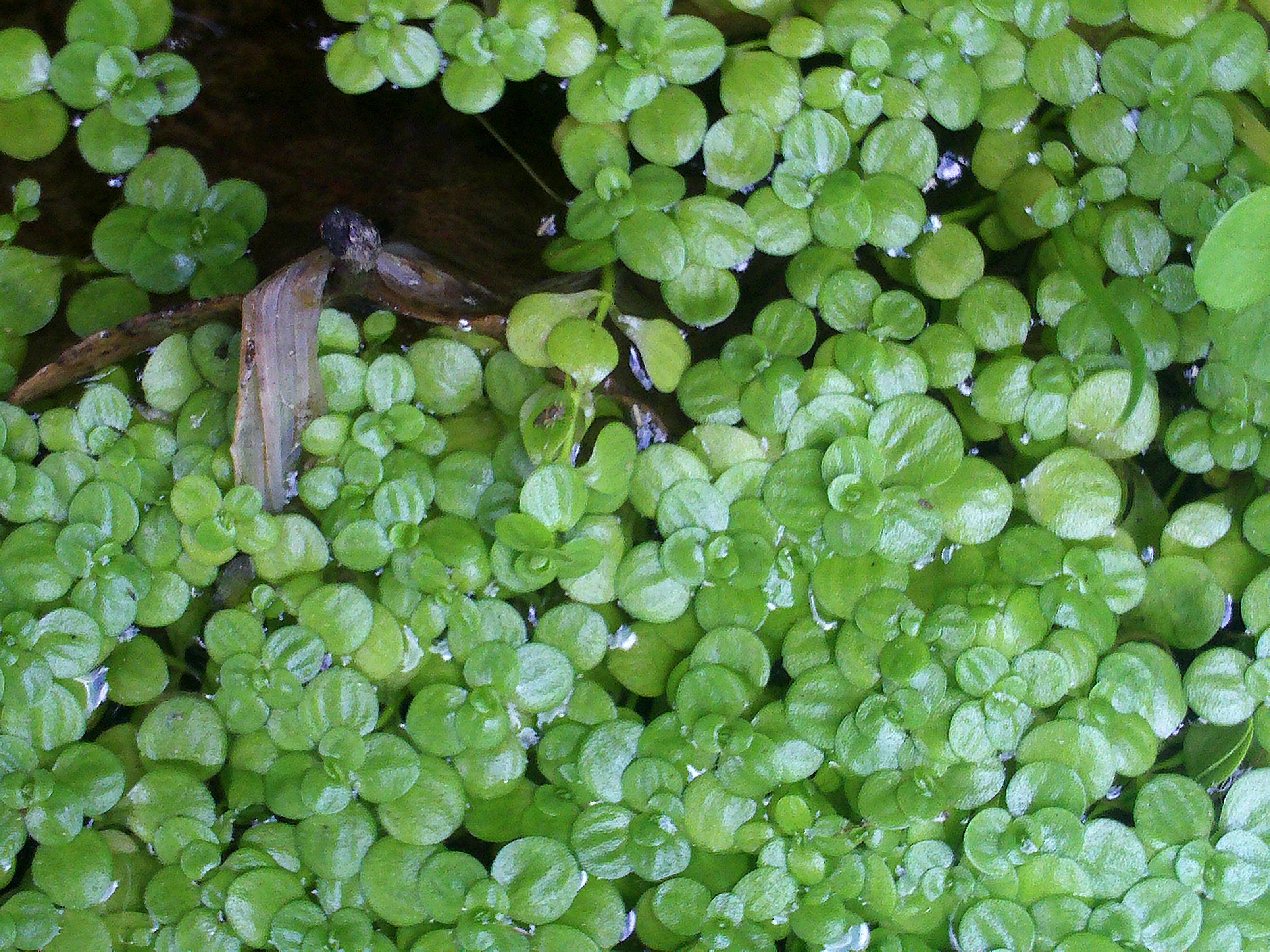
Rzęśl wielkoowockowa

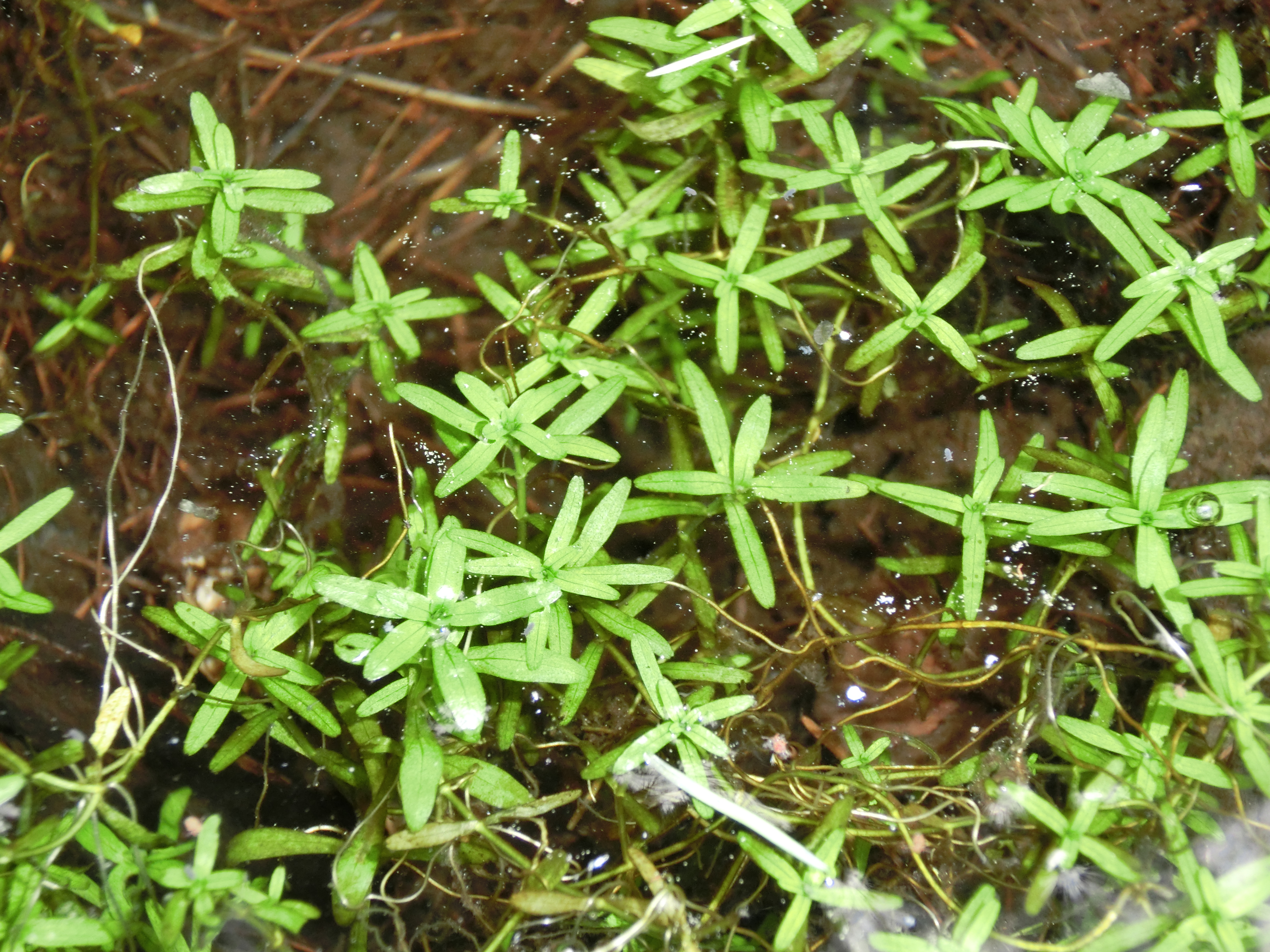
Rzęśl hakowata

PokrójRośliny o cienkich łodygach, korzeniące się węzłach w przypadku rozwoju na powierzchni ziemi lub zakorzenione u nasady pędu i unoszące się w wodzie.
LiścieUlistnienie naprzeciwległe, liście delikatne. Zwykle zagęszczające się na szczycie pędu, a w przypadku jego unoszenia się na powierzchni wody – tworzące w takiej sytuacji rozetę liściową. Często nasady liści połączone są w węzłach linią. Blaszka liściowa równowąska do łopatkowatej, często wycięta na szczycie, zwykle całobrzega, rzadko ząbkowana. Wyraźna żyłka centralna.
KwiatyDrobne, niepozorne i jednopłciowe. Kwiaty męskie i żeńskie występują pojedynczo w kątach liści lub razem w różnych układach. Okwiat zredukowany i nieobecny. Zalążnia powstaje z dwóch owocolistków, z dwoma szyjkami słupka wyprostowanymi lub wygiętymi. Kwiaty męskie z pręcikiem na nitce długiej lub krótkiej, z pylnikiem otwierającym się podłużnymi pęknięciami.
OwoceRozłupnie rozpadające się na cztery rozłupki przenoszone przez wodę (hydrochoria).

## Systematyka
Rodzaj albo pojedynczo wyodrębniany był w monotypową rodzinę rzęślowatych Callitrichaceae, albo łączony był w niej z siostrzanym rodzajem – przęstką (Hippuris). Na przełomie XX i XXI wieku po uwzględnieniu odkryć o relacjach filogenetycznych opartych na badaniach molekularnych połączono te dwa rodzaje w plemię Callitricheae w obrębie rodziny babkowatych Plantaginaceae sensu lato. 
Wykaz gatunków
- Callitriche alata A.I.Baranov & Skvortsov
- Callitriche albomarginata Fassett
- Callitriche anisoptera Schotsman
- Callitriche antarctica Engelm. ex Hegelm.
- Callitriche aucklandica R.Mason
- Callitriche brachycarpa Hegelm.
- Callitriche brevistyla Lansdown
- Callitriche brutia Petagna
- Callitriche christensenii Christoph.
- Callitriche compressa N.E.Br.
- Callitriche cophocarpa Sendtn. – rzęśl długoszyjkowa
- Callitriche cribrosa Schotsman
- Callitriche cycloptera Schotsman
- Callitriche deflexa A.Braun ex Hegelm.
- Callitriche fassettii Schotsman
- Callitriche favargera Schotsman
- Callitriche fehmedianii Majeed Kak & Javeid
- Callitriche fuscicarpa Lansdown
- Callitriche glareosa Lansdown
- Callitriche hamulata Kütz. ex W.D.J.Koch – rzęśl hakowata
- Callitriche hedbergiorum Schotsman
- Callitriche hermaphroditica L. – rzęśl jesienna
- Callitriche heterophylla Pursh
- Callitriche heteropoda Engelm. ex Hegelm.
- Callitriche × hybrida E.H.L.Krause
- Callitriche japonica Engelm. ex Hegelm.
- Callitriche keniensis Schotsman
- Callitriche lechleri (Hegelm.) Fassett
- Callitriche lenisulca Clavaud
- Callitriche longipedunculata Morong
- Callitriche lusitanica Schotsman
- Callitriche mandonis Van Heurck & Müll.Arg.
- Callitriche marginata Torr.
- Callitriche mathezii Schotsman
- Callitriche mouterdei Schotsman
- Callitriche muelleri Sond.
- Callitriche nubigena Fassett
- Callitriche oblongicarpa Fassett
- Callitriche obtusangula Le Gall
- Callitriche occidentalis Hegelm.
- Callitriche oreophila Schotsman
- Callitriche palustris L. – rzęśl wiosenna
- Callitriche pedunculosa Nutt.
- Callitriche peploides Nutt.
- Callitriche petriei R.Mason
- Callitriche platycarpa Kütz. – rzęśl płaskoowockowa
- Callitriche pulchra Schotsman
- Callitriche quindiensis Fassett
- Callitriche raveniana Lansdown
- Callitriche regis-jubae Schotsman
- Callitriche rimosa Fassett
- Callitriche sonderi Hegelm.
- Callitriche stagnalis Scop. – rzęśl wielkoowockowa
- Callitriche stenoptera Lansdown
- Callitriche terrestris Raf.
- Callitriche transvolgensis Tzvelev
- Callitriche trochlearis Fassett
- Callitriche truncata Guss.
- Callitriche turfosa Bertero ex Hegelm.
- Callitriche umbonata Hegelm.
- Callitriche × vigens K.Martinsson
- Callitriche vulcanicola Schotsman
- Callitriche wightiana Wall. ex Wight & Arn.